# Buick Verano
La Buick Verano è un'autovettura compact prodotta dalla casa automobilistica statunitense Buick dal 2011. Inizialmente prodotta sia negli Stati Uniti che in Cina, dal 2016 con la presentazione della seconda serie, l'unica produzione è rimasta quella asiatica. Nel 2021 è entrata in produzione la terza serie.

## Il contesto
Ha debuttato al salone dell'automobile di Detroit il 10 gennaio 2011. È stato il primo modello compact commercializzato dalla Buick negli Stati Uniti dalla fine della produzione della Skylark.
La Verano fa parte di una famiglia di modelli prodotti dalla General Motors appositamente per ogni continente. Gli altri due sono la Buick Excelle GT sviluppata e prodotta in Cina per il mercato asiatico e l'Opel Astra presentata al salone dell'automobile di Mosca del 2012. Queste tre berline condividono il pianale Delta II della General Motors con la Chevrolet Cruze berlina e le monovolume Chevrolet Orlando e Opel/Vauxhall Zafira. Il nome "Verano" in spagnolo significa "estate".

## Caratteristiche
Jim Federico, ingegnere capo della Verano, ne ha guidato lo sviluppo, mentre David Lyon, responsabile del design delle vetture Buick, ne ha disegnato il corpo vettura.
La monoscocca della Verano è composta da parafanghi, cofano, tettuccio e pannelli porta in acciaio galvanizzato, mentre i paraurti sono in poliolefina termoplastica. Inoltre è dotata di vetri laminati che permettono l'isolamento acustico, di triple guarnizioni delle portiere, di materiale fonoassorbente e di cerchioni in lega.
Il modello ha il motore montato anteriormente e la trazione all'avantreno. Basata sul pianale Delta II della General Motors, è commercializzata con un solo tipo di carrozzeria, berlina quattro porte. Può ospitare fino a cinque passeggeri, ed è stata assemblata dal 2011 al 2017 a Lake Orion nel Michigan.
Il motore disponibile al lancio con è un quattro cilindri in linea da 2,4 L di cilindrata con distribuzione a doppio albero a camme in testa. Questo propulsore è accoppiato ad un cambio automatico a sei rapporti. Il motore eroga 180 CV di potenza a 6.700 giri al minuto e 232 N•m di coppia a 4.900 giri al minuto. Questo motore è di tipo Flex. Il consumo di carburante è 11 L/100 km nel ciclo cittadino e 7,4 L/100 km in autostrada.
Dal 2012 è disponibile un motore da 2 litri sovralimentato che eroga 250 CV e 353 N•m. Nell'occasione è stato introdotto un cambio manuale a sei rapporti.

## Motorizzazioni
| Quattro cilindri in linea da 2,4 L (Flex-Fuel) | 2.384 cm³ | 182 CV a 6.700 giri al minuto | 232 N•m a 4.900 giri al minuto | Automatico a sei rapporti                                    | 2012- |
| Quattro cilindri in linea da 2 L               | 1.998 cm³ | 250 CV a 5.300 giri al minuto | 353 N•m a 2.000 giri al minuto | Automatico a sei rapporti Manuale a sei rapporti (opzionale) | 2013- |